# Belle da Costa Greene

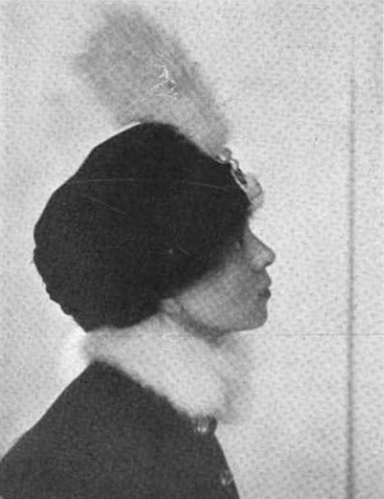
Belle da Costa Greene (1914).

Belle da Costa Greene (Alexandria, Virginia, 13 de diciembre de 1883 - Nueva York, 10 de mayo de 1950) fue la bibliotecaria de J. P. Morgan. Tras la muerte de éste dirigió la Pierpont Morgan Library.
Nació como Belle Marion Greener en Alexandria, Virginia donde creció hasta la separación de sus padres. Su padre era el distinguido abogado Richard Theodore Greener, fue decano de la Howard University y el primer negro licenciado en Harvard en 1870. Su madre cambió su nombre por "da Costa" alegando antepasados portugueses para explicar el color oscuro de su piel y se mudaron a Princeton, donde empezó a trabajar en la Biblioteca de Princeton. Su tía Ida Platt además fue la primera abogada afroamericana de Illinois. 
En 1902, J.P. Morgan contrató a Charles Follen McKim para que le construyera una biblioteca al sur de Madison Avenue, ya que su colección era lo bastante amplia como para estudiarla. Contrató para esta biblioteca a Belle como bibliotecaria personal en 1905. Belle se gastó millones de dólares ya no sólo en la compraventa de manuscritos, libros y obras de arte, sino también viajando ostentosamente. Se dice que solía cabalgar además su pura sangre en pleno Hyde Park. La describían como franca e inteligente a la par que hermosa y sensual. Compaginaba una vida bohemia con otra en la alta sociedad. Dijo una vez "Just because I am a librarian, doesn't mean I have to dress like one." (Que sea bibliotecaria no significa que me tenga que vestir como tal). Solía lucir modelos de diseñadores importantes y joyas en el trabajo. 
Su papel en la biblioteca la colocaba en el centro del comercio del arte y ambicionaba convertir la biblioteca Morgan en la mejor, según palabras de Morgan, quien le legó una pensión vitalicia de 50.000 y 10.000 dólares al mes luego de 43 años de trabajo en esta biblioteca. Nunca se casó y su relación más larga la tuvo con Bernard Berenson.